# Johannes Hauerslev
Johannes Hauerslev (5. maj 1860 i Aalborg – 21. oktober 1921) var en produktiv dansk fotograf, der var alsidig og arbejdede inden for flere genrer, særligt interiør- og arkitekturfotografi. Mange af hans københavnerbilleder et optaget umiddelbart inden en forestående nedrivning og dokumenterer dermed nu forsvundne steder og huse. Hauerslev arbejdede primært i hovedstaden og havde atelier på adressen Fælledvej 9 i København i perioden 1887-1918.
Hans arbejder blev belønnet med medalje på Industri-, sløjd- og kunstudstillingen i Malmø 1896.
- Wikimedia Commons har flere filer relateret til Johannes Hauerslev